# Нексус (угруповання реслерів)

Нексус (англ. Nexus) і Новий Нексус (англ. New Nexus) — угруповання реслерів, які виступали на арені федерації реслінгу WWE на бренді RAW. Група спочатку складалася з восьми осіб, випускників першого сезону WWE NXT. Первісною метою учасників угруповання було отримання контрактів з WWE для всіх учасників групи і збереження контракту Уейда Барретта, у якого був контракт за перемогу в першому сезоні NXT. З моменту своєї появи, група протиставила себе всьому ростеру WWE, а головною їх метою став Джон Сіна, який згодом з примусу став членом групи за умовами поєдинку на шоу Hell in a Cell. На шоу Survivor Series Сіна не дав Барретту перемогти в поєдинку за титул чемпіона WWE і був звільнений з компанії, але пізніше був відновлений у федерації. На початку 2011 року Барретт був виключений з групи СМ Панком, який став новим лідером угруповання. Під його керівництво група була перейменована на Новий Нексус.
За історію свого існування, учасники групи тричі завойовували титули командних чемпіонів WWE, а СМ Панк став чемпіоном WWE.

## WWE RAW
Як команда вони вперше з'явився 7 червня 2010 року на черговому випуску RAW. Вони втрутилися в матч між СМ Панком і Джоном Сіною, побили обох реслерів і Люка Гелоуса.
Матч Баретта проти Джона Сіни закінчується поразкою останнього, після чого Сіна вступає до лав Нексус.
18 жовтня 2010 на RAW Баретт призначає бій Джона Сіни проти Ренді Ортона проти Хаскі Харріса і Майка МакГіллікатті з умовою, якщо перемагають останні — вони стають частиною угруповання. Тижнем пізніше, попри поразку Хаскі і Майка, Баретт все ж приймає їх в команду. Після поразки Барретта на TLC, угруповання очолив СМ Панк. 10 січня на RAW Панк провів посвяту в «Новий Нексус». Першим «пройшов» МакГіллікаті. Його атакували всі члени «Нексус» провівши свої фінішери. Другим був Хаскі Харіс, його по спині бив кожен член «Нексуса» (крім МакГіллікаті) ременем. Третім був Девід Отонга. Його побив і нокаутував Біг Шоу. Хіт Слейтер і Джастін Гебріел повинні були битися бамбуковими палицями, але не змогли навіть вдарити один одного, тоді СМ Панк запропонував їм побити його, але і це вони не змогли. Вони кинули палиці на підлогу і покинули роздягальню. Після цього, СМ Панк забрався на табло, і сказав, що стрибне з нього, щоб пройти випробування. Але замість цього, він розсміявся, і обізвав всіх, хто повірив, що він дійсно стрибне. Оголошено, що у випуску SmackDown! 21 січня 2011, Уейд Барретт з'явиться як лідер нового угрупування Ядро. Ходили чутки, що Ядро гратимуть роль фейсів, і протистоятимуть Нексус. 17 січня 2011 на RAW в Нексус був прийнятий Майсон Райан завдяки якому, СМ Панк переміг Джона Сіну по дискваліфікації. Пізніше Ренді Ортон серйозно травмував Хаскі Харіса, а потім тим же ударом травмував Майкла МакГілікаті.

## Музика
- «We Are One» від 12 Stones (7 червня 2010 — 10 січня 2011, 24 січня 2011, 30 січня 2011)
- «This Fire Burns» від Killswitch Engage (17 січня 2011 — 11 липня 2011)
- «Death Blow» від VideoHelper Production Library (21 липня 2011); Отонга і Макгіллікаті)
- «All About the Power» від S-Preme (28 липня 2011 — 22 серпня 2011; Отонга і Макгіллікаті).

## Титули і нагороди
Pro Wrestling Illustrated
- PWI Фьюд року (2010) проти WWE
- PWI Найненависніший реслер року (2010)
- PWI Новачок року (2010) Девід Отонга

World Wrestling Entertainment
- Командні чемпіони WWE (3 рази) — Джон Сіна і Девід Отонга (1 раз), Хіт Слейтер і Джастін Гебріел (1 раз), Девід Отонга і Майкл Макгіллікаті (1 раз)
- Чемпіон WWE (1 раз) — СМ Панк
- Переможець NXT (Перший сезон) — Уейд Барретт
- Slammy Award — «головний шок року» (2010) — дебют Нексуса